# Првенство Немачке у рагбију
Првенство Немачке у рагбију је највиши ранг рагби 15 такмичења у Немачкој.

## Историја
Рагби има дугу историју у Немачкој. Суседна Француска је сила у рагбију. 
Списак шампиона Немачке у рагбију
- 1909. Хановер
- 1910. Франкфурт
- 1912. Елванген
- 1913. Франкфурт
- 1914. Хановер
- 1920. Хановер
- 1921. Елванген
- 1922. Франкфурт
- 1923. Хановер
- 1924. Елванген
- 1925. Франкфурт
- 1926. Хановер
- 1927. Хајделбергер
- 1928. Хајделбергер
- 1929. Викторија
- 1930. Хановер
- 1931. Хановер
- 1932. Линден
- 1933. Дорен
- 1934. Дорен
- 1936. Хановер
- 1937. Линден
- 1938. Хановер
- 1939. Хановер
- 1940. Линден
- 1941. Хановер
- 1942. СГ Берлин
- 1948. Викторија
- 1949. Еленваген
- 1950. Риклинген
- 1951. Викторија
- 1952. Викторија
- 1953. Викторија
- 1954. Викторија
- 1955. Викторија
- 1956. Викторија
- 1957. Хандшулшејм
- 1958. Викторија
- 1959. Дорен
- 1960. Риклинген
- 1961. Хановер
- 1962. Викторија
- 1963. Хановер
- 1964. Хановер
- 1965. Викторија
- 1966. Еленваген
- 1967. Еленваген
- 1968. Хановер
- 1969. Викторија
- 1970. Хановер
- 1971. Хајделбергер
- 1972. Викторија
- 1973. Хајделбергер
- 1974. Риклинген
- 1975. Викторија
- 1976. Хајделбергер
- 1977. Германија
- 1978. Еленваген
- 1979. Хановер
- 1973. Хајделбергер
- 1974. Риклинген
- 1975. Викторија
- 1976. Хајделбергер
- 1977. Германија
- 1978. Линден 1897
- 1979. Германија
- 1980. Хајделберг
- 1981. Германија
- 1982. ДСВ Хановер
- 1983. ДСВ Хановер
- 1984. ДСВ Хановер
- 1985. ДСВ Хановер
- 1986. Хајделбергер
- 1987. Викторија
- 1988. Хановер
- 1989. Викторија
- 1990. ДСВ Хановер
- 1991. ДСВ Хановер
- 1992. Викторија
- 1993. Викторија
- 1994. Викторија
- 1995. Еленваген
- 1996. Викторија
- 1997. Хајделберг
- 1998. Хановер
- 1999. Хановер
- 2000. Хановер
- 2001. Хановер
- 2002. Хановер
- 2003. Еленваген
- 2004. Еленваген
- 2005. Хановер
- 2006. Хајделберг
- 2007. Хајделберг
- 2008. Франкфурт
- 2009. Франкфурт
- 2010. Хајделбергер
- 2011. Хајделбергер
- 2012. Хајделбергер
- 2013. Хајделбергер
- 2014. Хајделбергер
- 2015. Хајделбергер
- 2016. Пфорцајм
- 2017. Хајделбергер

| Рагби клуб        | Број титула |
| ----------------- | ----------- |
| Викторија Линден  | 20          |
| Хајделбергер      | 12          |
| Хановер           | 9           |
| Еленваген         | 9           |
| ДРЦ Хановер       | 7           |
| СЦ 1880 Франкфурт | 6           |
| Один Хановер      | 6           |
| Хајделберг        | 4           |
| 1987 Линден       | 4           |
| Швалбе Хановер    | 3           |
| Дорен             | 3           |
| Германија Лист    | 3           |
| СВ Риклинген      | 3           |
| ВФВ Хановер       | 2           |
| Пфорцајм          | 1           |
| СГ Берлин         | 1           |
| Елит Берлин       | 1           |
| 1897 Хановер      | 1           |
| Хандшушејм        | 1           |

## О лиги
Већина клубова су аматерски, изузетак је Хајделбергеr, то је професионални рагби клуб. 
Екипе за сезону 2016-2017
РК 03 Берлин
Германија
Хановер 78
Берлинер
Лајпциг
Хамбургер
СТ Паули
Викторија
Хајделбергер
Пфорцајм
Хајделберг
Хандшушајм
Хојсенстам
Франкфурт 1880
Еленваген
Луксембург